# Palácio Anjos (Algés)
O Palácio Anjos, ou Palacete Anjos, é um palácio situado na baixa de Algés, município de Oeiras, em Portugal.
Originalmente moradia de veraneio de Policarpo Anjos, construída no século XIX, foi recuperado e aberto ao público, assim como o jardim que o envolve.
Foi sede do Centro de Arte Manuel de Brito de 29 de novembro desde 2006 até novembro de 2017. O Centro de Arte Manuel de Brito que engloba importantes obras portuguesas de arte contemporânea recolhidas por Manuel de Brito e os seus herdeiros encontra-se atualmente instalado no Campo Grande 113A, em Lisboa.
O Palácio Anjos por sua vez é atualmente um centro de arte contemporânea sob gestão da Câmara Municipal de Oeiras.

## Galeria

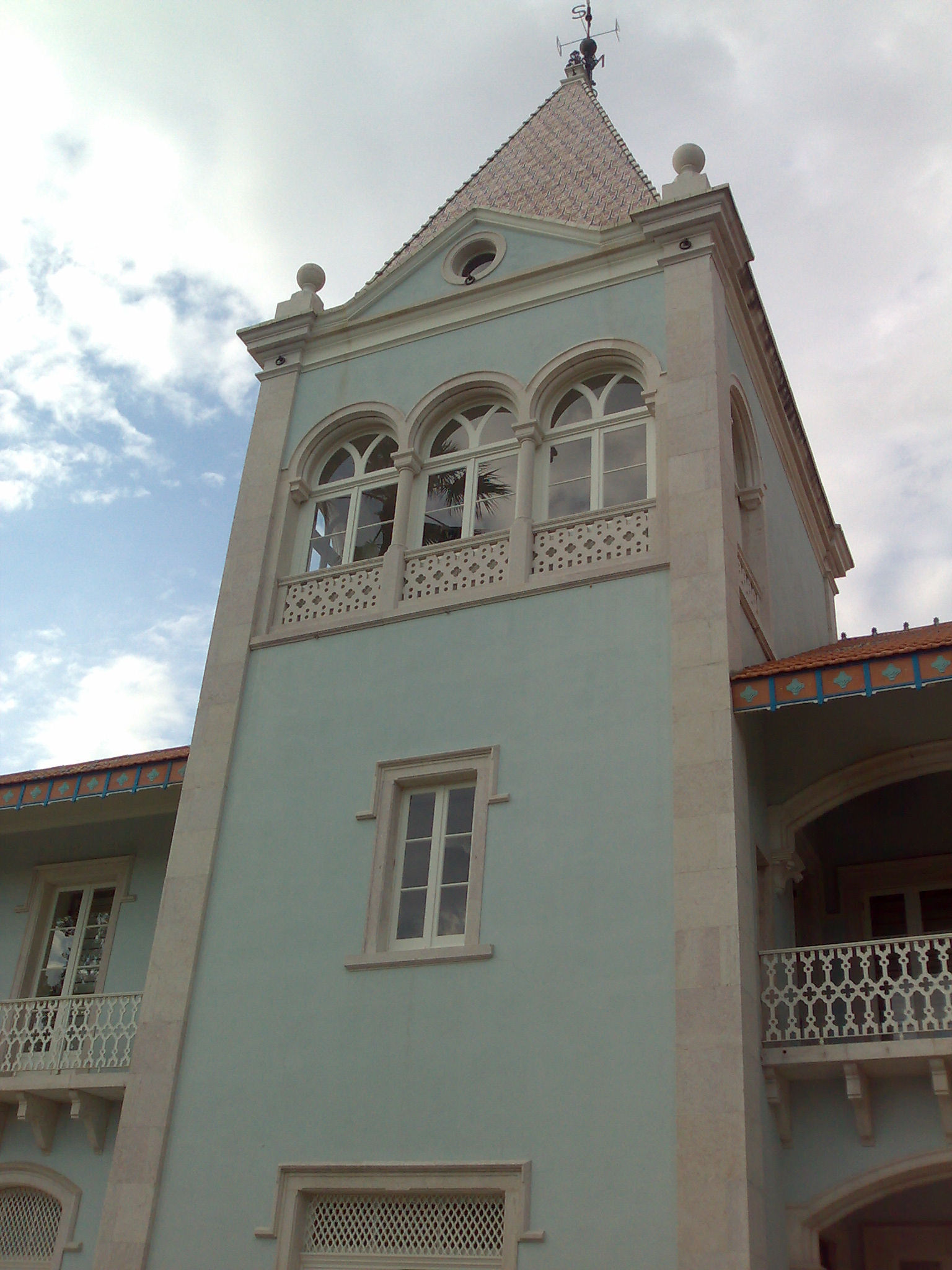
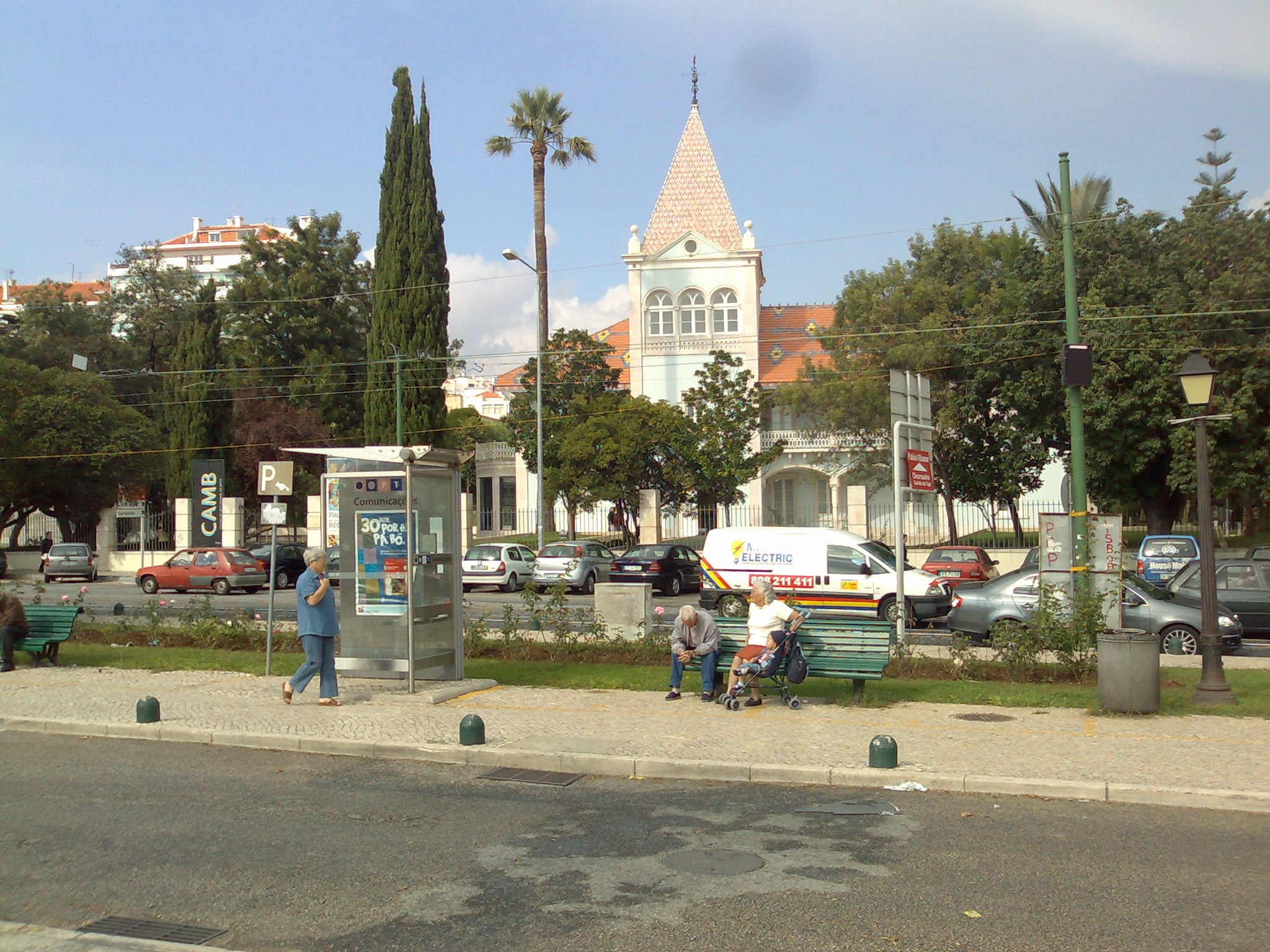
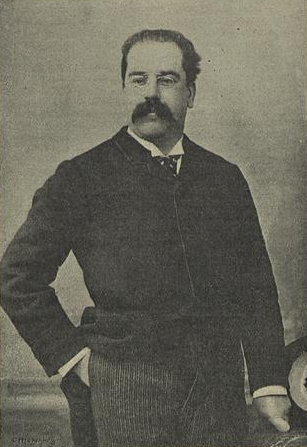
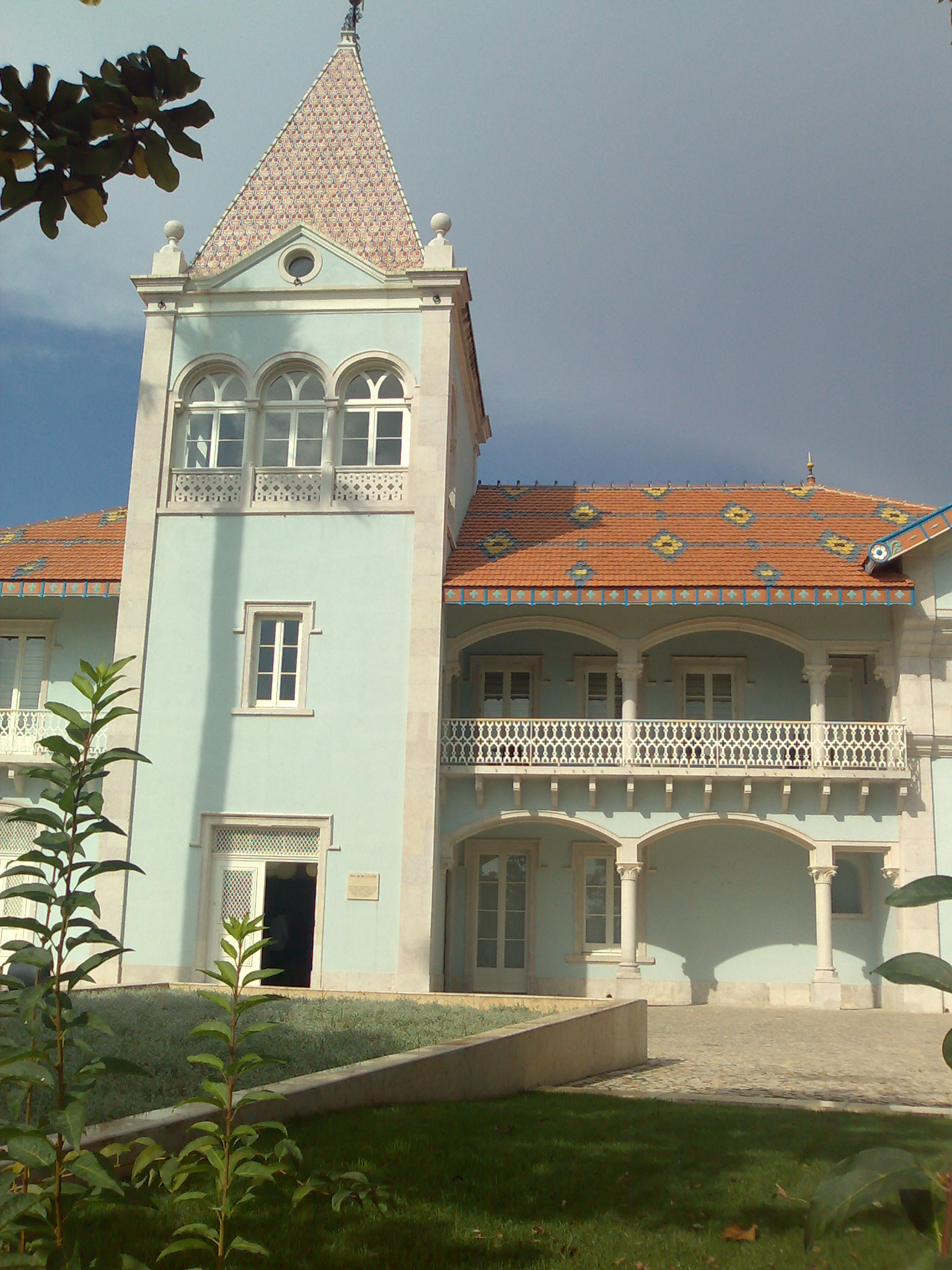
Palácio Anjos